# Goldene Schallplatte

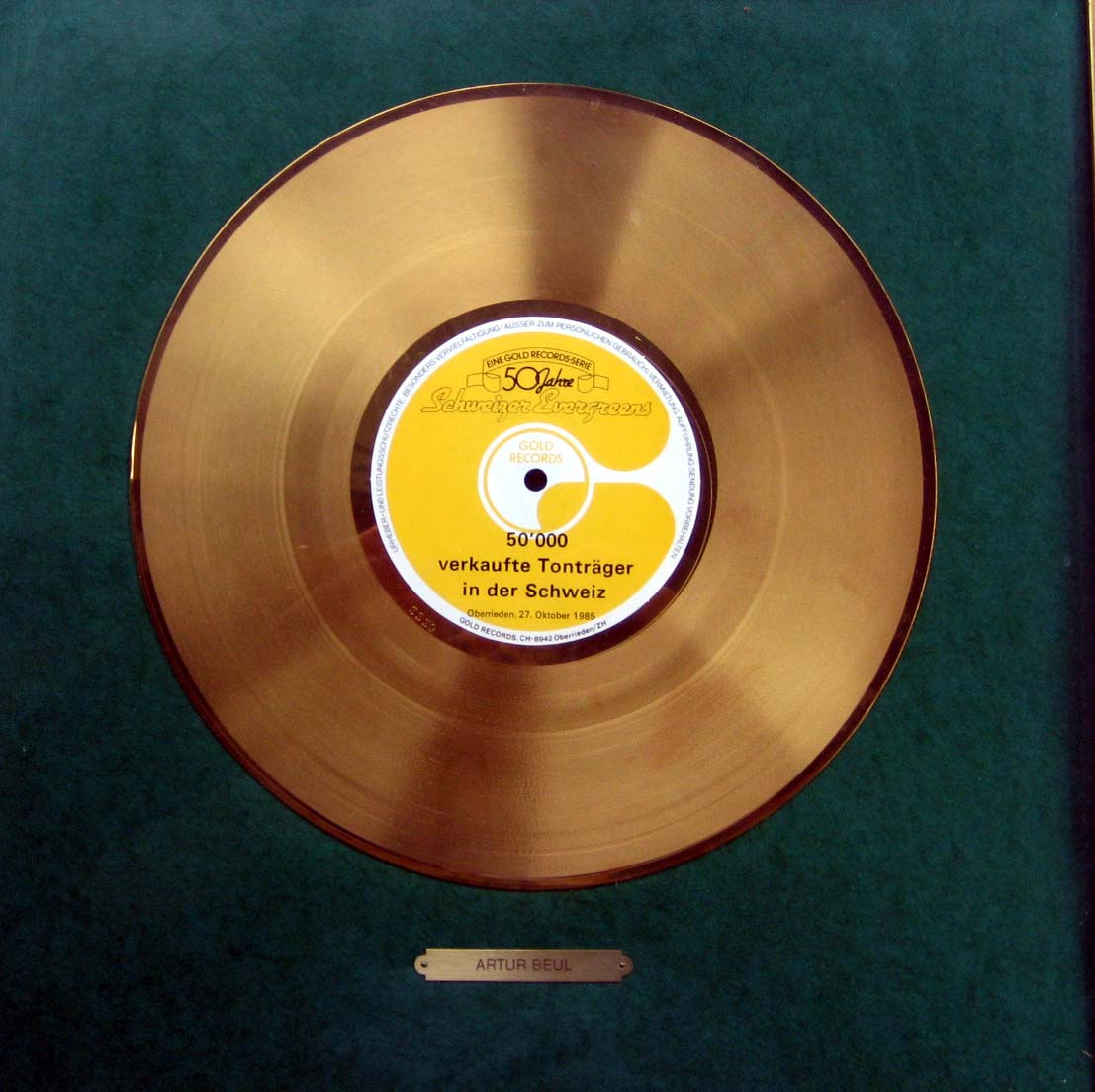
Goldene Schallplatte von Artur Beul (1985)

Eine Goldene Schallplatte (abgekürzt „Gold“) ist in der Musikindustrie ein Preis, der an Musiker, Produzenten und Komponisten für den Verkauf einer Mindestanzahl an Ton- oder Bildtonträgern in einem Land verliehen wird, wobei alle Formate wie CD, LP, DVD, Blu-ray und auch Downloads gezählt werden.
Zusätzlich gibt es die Auszeichnung Platin-Schallplatte für noch höhere Verkaufszahlen, in der Regel doppelt so hohe wie bei der Goldenen Schallplatte. Zur weiteren Steigerung gibt es Dreifach-Gold, Doppel-Platin, Fünffach-Gold und so weiter, in einigen Ländern wie den USA als besondere Steigerung die Diamantene Schallplatte. Die Silberne Schallplatte für eine geringere Anzahl von verkauften Einheiten wurde nur in wenigen Ländern verliehen, wie etwa Frankreich und Portugal. Heute gibt es sie nur noch in Großbritannien.
Die Preise werden in den USA seit 1958 von der Recording Industry Association of America (RIAA) und in anderen Ländern seit den 1970er Jahren von der International Federation of the Phonographic Industry (IFPI) verliehen. Die Goldene Schallplatte soll dabei als Auszeichnung für eine „gleichermaßen künstlerisch wie wirtschaftlich erfolgreiche Produktion“ stehen.

## Geschichte
Die Idee der Goldenen Schallplatte geht auf die Plattenfirma American Record Corporation zurück. Ihr Vorstand Arthur E. Satherly überreichte gegen Ende des Jahres 1931 Gene Autry öffentlich eine mit Gold überzogene Kopie seiner Single That Silver Haired Daddy of Mine, nachdem diese über 500.000-mal verkauft worden war. Am 10. Februar 1942 bekam Glenn Miller während einer Radiosendung eine goldene Schallplatte von der Plattenfirma RCA-Victor für den Verkauf von über 1,2 Millionen Exemplaren von Chattanooga Choo Choo. Dies gilt nach einigen Quellen als erste offiziell verliehene Goldene Schallplatte.
Nach der Gründung der RIAA im Jahre 1952 übernahm der Verband die Verleihung der Goldenen Schallplatte. Er verlieh am 14. März 1958 seine erste Goldene Schallplatte an Perry Como für die Single Catch a Falling Star. Am 6. Juli 1958 erfolgte die erste Verleihung der Goldenen Schallplatte für ein Album. Es war die Filmmusik für Oklahoma!.

## Entwicklung der Vergaberichtlinien

### Deutschland

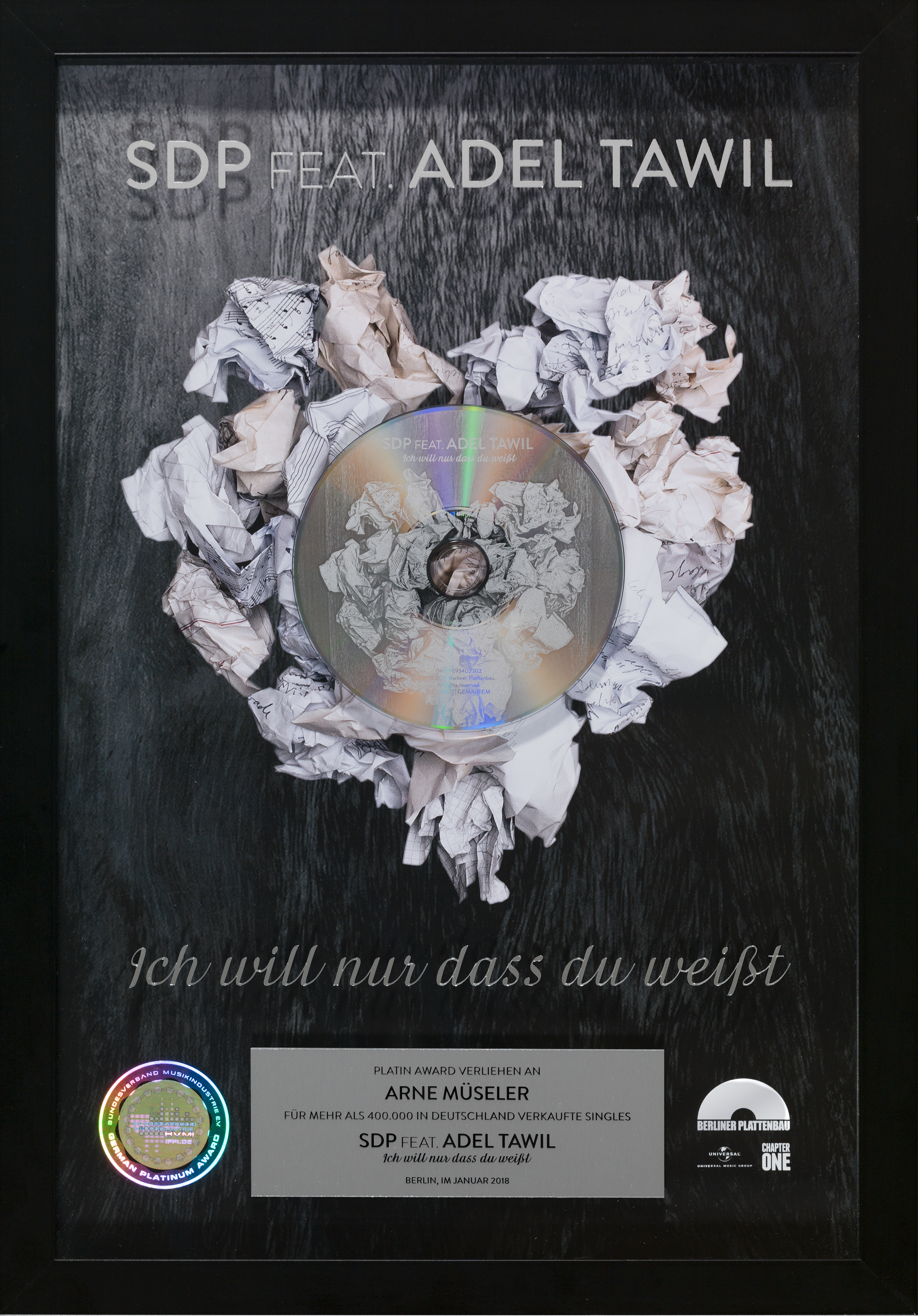
Platin Award für Ich will nur dass du weißt von SDP feat. Adel Tawil für über 400.000 verkaufte Singles

Bis 1975 wurden auch in Deutschland Goldene Schallplatten an Interpreten verliehen, dies geschah jedoch durch den jeweiligen Tonträgerhersteller nach uneinheitlichen und nicht offiziell überprüften Kriterien.
Nach einer Richtlinie vom 1. Januar 1976 wird die Anzahl der gewerteten Verkäufe in Deutschland nach den an den Handel verkauften Platten ermittelt, die an die GEMA oder eine andere Verwertungsgesellschaft der Urheber als Inlandsverkäufe gemeldet wurden. Es handelt sich somit nicht um die Anzahl der tatsächlich an den Endkunden verkauften Platten.
Die maßgeblichen Mindestzahlen wurden nach Beschluss vom 30. Oktober 2003 nach rückläufigen Verkaufszahlen im Bereich der Musikindustrie deutlich herabgesetzt. In Deutschland liegt seither die Hürde für Alben anstatt bei 250.000 rückwirkend zum 1. Januar 2003 bei 100.000, für Singles bei 150.000 Einheiten. Mit dem 30. Juni 2023 sank die Grenze für Alben schließlich auf 75.000 Einheiten. Sampler, auf denen verschiedene Künstler oder Gruppierungen vertreten sind, können nur dann eine Gold-Auszeichnung erhalten, wenn die Mehrzahl der auf dem Tonträger enthaltenen Stücke zuvor noch nicht veröffentlicht wurde.
In Deutschland werden die Goldenen Schallplatten von den Schallplattenfirmen verliehen und beim Bundesverband Musikindustrie registriert. Ein unabhängiger Wirtschaftsprüfer kontrolliert die Angaben der Plattenfirmen. Erstmals wurden bereits verliehene Goldene Schallplatten einem Interpreten Ende 1990 wieder aberkannt. Eine Prüfung hatte ergeben, dass die Plattenfirma der Hamburger Band Helloween die Exporte des Albums Keeper of the Seven Keys Part 2 zu den Inlandsverkäufen hinzugerechnet hatte, um auf die erforderliche Anzahl verkaufter Einheiten zu gelangen.
Es gibt keine gesetzliche oder andere Vorschrift über die Verleihung des „Edelmetalls“. Einzig die dem Bundesverband der Phonoindustrie angeschlossenen Plattenlabels und Musikverlage verpflichten sich, die Verkaufsmenge zur Verleihung einer Goldenen Schallplatte einzuhalten. Dagegen kann jede Plattenfirma, die nicht an den Verband angeschlossen ist, unabhängig davon derartige Auszeichnungen an ihre Künstler verleihen; egal, wie viele Einheiten tatsächlich abgesetzt wurden. Allerdings fehlt dann auf diesen Auszeichnungen das Hologramm des Bundesverbandes.
Die Platte selbst ist keine originale Platte des betreffenden Künstlers, sondern entweder eine normale Langspielplatte, die dann goldähnlich in einem aufwendigen, chemischen Verfahren beschichtet wurde, oder eine „Mutter“ aus Kupfer oder anderem Edelmetall, mit 24 Karat vergoldet.
Bei einigen, besonderen Preisverleihungen wurde auch ein goldähnlich beschichtetes Musikkassettengehäuse mit eingefügt. Im CD-Zeitalter werden zur Herstellung „CD-Stamper“ („CD-Pressmütter“) mit 24 Karat vergoldet oder Rohlinge mit 18-karätiger Medical-Goldschicht bedampft.
Seit dem 1. Juni 2014 wird in Deutschland die Diamant-Schallplatte für jeweils 750.000 verkaufte Alben und 1.000.000 verkaufte Singles verliehen. Gleichzeitig wurden die Richtlinien der Singles um ein Drittel erhöht, was bedeutet, dass Gold bei 200.000 verkauften und Platin bei 400.000 verkauften Singles verliehen wird.
Seit dem 7. Juni 2014 zählen für die Singlecharts nicht nur Verkäufe, sondern auch sogenannte Premium-Streams, also Zugriffe bei Streaming-Anbietern, die nicht durch Werbung gegenfinanziert sind, sondern per Abonnement bezahlt werden. Dabei entsprechen 200 Streaming-Abrufe einer verkauften Einheit, welche allerdings mindestens 31 Sekunden lang abgespielt werden muss.
Spezielle Auszeichnungen
- Seit 1. Januar 1992 werden für Jazz-Produktionen die entsprechenden Jazz-Awards verliehen, wenn sie über 10.000 verkaufte Einheiten erzielt haben.
- Seit 1. Januar 2002 werden alle Musikvideo-Bildtonträger mit Gold oder Platin ausgezeichnet, wenn sie mehr als 25.000- bzw. 50.000-mal verkauft wurden.
- Seit 1. Januar 2008 verleiht der Bundesverband in den Bereichen Hörbuch, Comedy, Kinderhörspiel und Kindervideo spezielle Goldene Schallplatten unter folgenden Bedingungen:
  - Hörbuch-Award: für alle Hörbuch-Produktionen, die mehr als 100.000 (Gold) bzw. 200.000 (Platin) verkaufte Exemplare erreichen.
  - Audio-Comedy-Award: für alle Audio-Produktionen, die mehr als 100.000 (Gold) bzw. 200.000 Mal (Platin) verkauft wurden.
  - Video-Comedy-Award: für alle Video-Produktionen, die mehr als 25.000 (Gold) bzw. 50.000 Mal (Platin) verkauft wurden.
  - Kids-Award: für alle Kinder-Audio-Produktionen, deren Verkaufszahlen über 100.000 (Gold) bzw. 200.000 (Platin) liegen.
  - Kinder-Video-Award: für alle Kinder-Video-Produktionen, deren Verkaufszahlen über 25.000 (Gold) bzw. 50.000 (Platin) liegen.

### Österreich

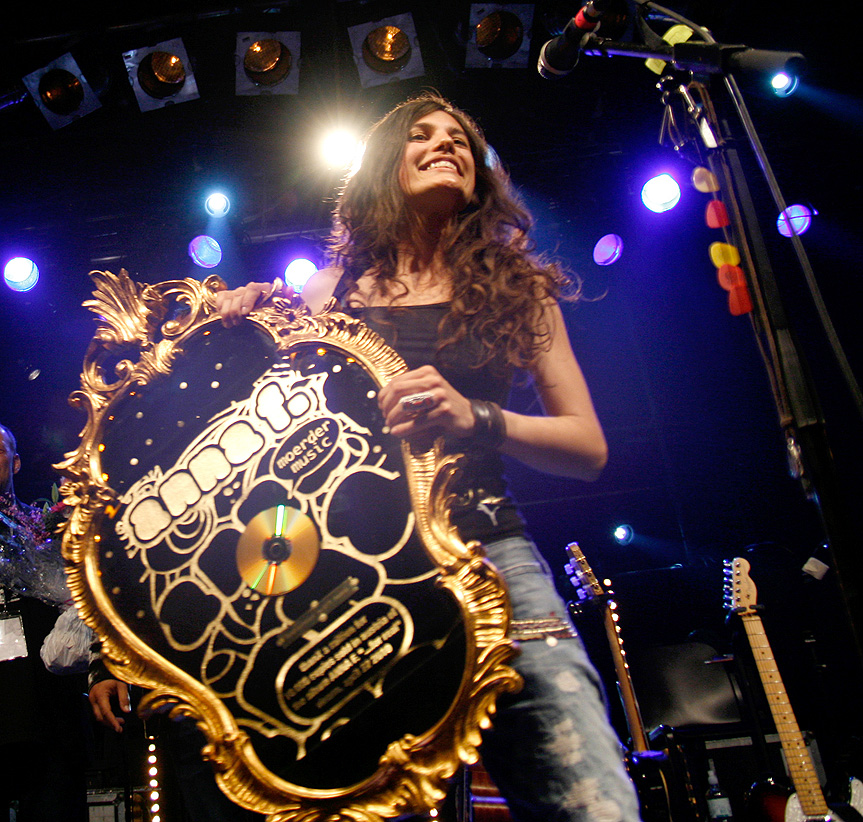
Anna F. mit Goldener Schallplatte für 10.000 verkaufte Alben in Österreich (2010)

In Österreich wird eine Goldene Schallplatte von IFPI Austria für 5.000 verkaufte DVDs, 7.500 verkaufte Alben oder 15.000 verkaufte Singles vergeben. Die derzeitige Hürde für Platin liegt für Singles bei 30.000 Exemplaren, für Alben bei 15.000 und für DVDs bei 10.000.

### Schweiz
In der Schweiz liegt die aktuelle Hürde für Gold und Platin für Alben bei 10.000 bzw. 20.000 Exemplaren und für Singles bei 15.000, bzw. 30.000. Bildtonträger müssen mindestens 3.000- bzw. 6.000-mal abgesetzt worden sein. Seit 2013 werden französisch- und italienischsprachige Alben gesondert ausgezeichnet für 7.500, bzw. 15.000 Exemplare.

### Vereinigte Staaten

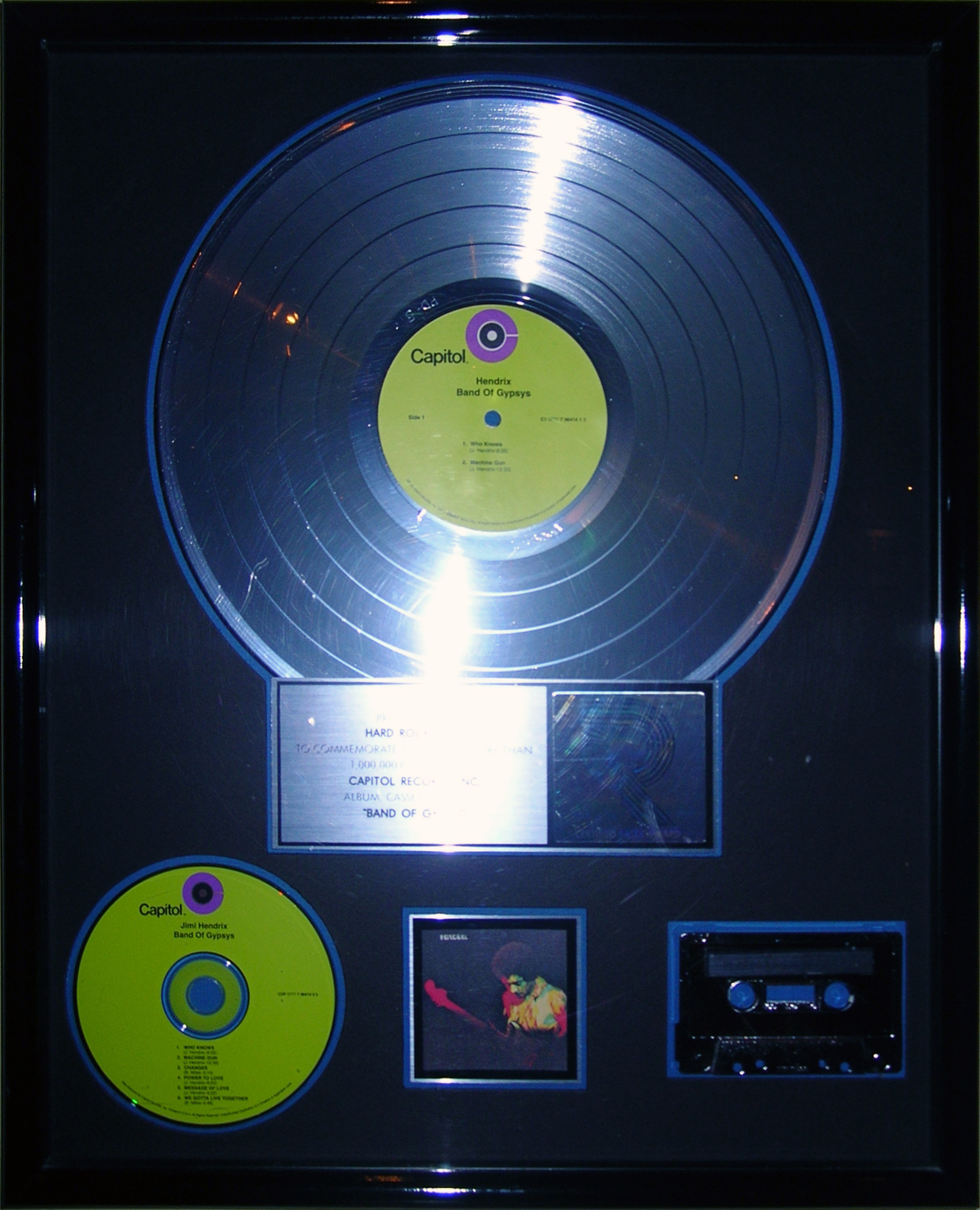
Platin-Schallplatte, Jimi Hendrix: Band of Gypsys

Im Jahr 1976 erweiterte die RIAA die Preisverleihung um die Platin-Schallplatte für eine Million verkaufte Singles sowie 1984 um die Multi-Platin-Kategorie für mehr als zwei Millionen verkaufte Alben. Am 22. April 1976 wurde die erste Platin-Auszeichnung für mehr als 2 Millionen verkaufte Exemplare der Single Disco Lady an den Sänger Johnnie Taylor vergeben.
Im Jahr 1988 erreichten in den USA nur vier Singles den Goldstatus. Zum Vergleich: Im Jahr 1978 waren 61 Singles „vergoldet“ worden. Wegen des zunehmend schleppenden Verkaufs von Singles senkte die RIAA im Jahr 1989 die Richtlinien in der Kategorie Gold und Platin für Singles jeweils auf die Hälfte. Am 16. März 1999 führte die RIAA die Diamantene Schallplatte für zehn Millionen verkaufte Alben oder Singles ein.
Die Verleihung eines Preises auf der Basis von Verkaufszahlen ist problematisch, wenn der Verkauf der Tonträger auf Kommissionsbasis erfolgt, eine Praxis, die in den USA üblich ist. Die RIAA verlieh am 22. November 1984 eine Goldene Schallplatte an die Band The Fixx für 500.000 verkaufte Exemplare des Albums Phantoms. Etwa 150.000 Exemplare gingen jedoch zurück an die Plattenfirma, so dass tatsächlich nur 350.000 Exemplare verkauft wurden.

## Übersicht der Vergaberichtlinien
Die folgende Tabelle listet alle aktuellen Vergabegrenzen auf. Frühere Grenzen sowie eingestellte Verleihungskategorien finden sich im jeweiligen Artikel der vergebenden Organisation.
| Staat          | Vergebende Organisation | Tonträgerformat                                       | Stückzahl | Stückzahl | Stückzahl   | Stückzahl     | Letzte Änderung | Quelle |
| Staat          | Vergebende Organisation | Tonträgerformat                                       | Silber    | Gold      | Platin      | Diamant       | Letzte Änderung | Quelle |
| -------------- | ----------------------- | ----------------------------------------------------- | --------- | --------- | ----------- | ------------- | --------------- | --- |
| Argentinien    | CAPIF                   | Alben & Singles                                       | –         | 010.000   | 0.020.000   | 00.135.000    | 2016            | Procedimientos para la elaboracion de charts y certification de galardones. (PDF) In: capif.org.ar. 11. März 2016, abgerufen am 9. Februar 2022 (spanisch). (PDF) |
| Argentinien    | CAPIF                   | Videoalben                                            | –         | 005.000   | 0.010.000   | 0.050.000     | 2016            | Procedimientos para la elaboracion de charts y certification de galardones. (PDF) In: capif.org.ar. 11. März 2016, abgerufen am 9. Februar 2022 (spanisch). (PDF) |
| Australien     | ARIA                    | Alben                                                 | –         | 035.000   | 0.070.000   | 00.500.000    | 2015            | aria.com.au |
| Australien     | ARIA                    | Singles                                               | –         | 035.000   | 0.070.000   | –             | 2015            | aria.com.au |
| Australien     | ARIA                    | Musikvideos                                           | –         | 007.500   | 0.015.000   | –             | 2015            | aria.com.au |
| Belgien a      | BRMA                    | Alben & Singles (National/Französisch/Niederländisch) | –         | 010.000   | 0.020.000   | 00.200.000    | 2022            | ultratop.be |
| Belgien a      | BRMA                    | Alben (International)                                 | –         | 010.000   | 0.020.000   | 00.200.000    | 2022            | ultratop.be |
| Belgien a      | BRMA                    | Singles (International)                               | –         | 020.000   | 0.040.000   | 00.400.000    | 2022            | ultratop.be |
| Brasilien a    | PMB                     | Alben & Singles (National)                            | –         | 040.000   | 0.080.000   | 00.300.000    | 2017            | pro-musicabr.org.br |
| Brasilien a    | PMB                     | Alben & Singles (International)                       | –         | 020.000   | 0.040.000   | 00.160.000    | 2017            | pro-musicabr.org.br |
| Brasilien a    | PMB                     | Musikvideos (National)                                | –         | 025.000   | 0.050.000   | 00.250.000    | 2017            | pro-musicabr.org.br |
| Brasilien a    | PMB                     | Musikvideos (International)                           | –         | 015.000   | 0.030.000   | 00.125.000    | 2017            | pro-musicabr.org.br |
| Chile          | IFPI Chile              | Alben                                                 | –         | 002.500   | 0.005.000   | –             | 2020            | Einzelbelege, siehe IFPI Chile |
| Chile          | IFPI Chile              | Singles                                               | –         | 090.000   | 0.200.000   | 0.0400.000    | 2020            | Einzelbelege, siehe IFPI Chile |
| Dänemark       | IFPI Dänemark           | Alben                                                 | –         | 010.000   | 0.020.000   | –             | 2016            | ifpi.dk |
| Dänemark       | IFPI Dänemark           | Singles                                               | –         | 045.000   | 0.090.000   | –             | 2016            | ifpi.dk |
| Deutschland a  | BVMI                    | Alben                                                 | –         | 075.000   | 0.150.000   | 00.750.000    | 2023            | musikindustrie.de |
| Deutschland a  | BVMI                    | Singles                                               | –         | 300.000   | 0.600.000   | 01.500.000    | 2023            | musikindustrie.de |
| Deutschland a  | BVMI                    | Musikvideo                                            | –         | 025.000   | 0.050.000   | –             | 2023            | musikindustrie.de |
| Deutschland a  | BVMI                    | Hörbuch                                               | –         | 100.000   | 0.200.000   | –             | 2023            | musikindustrie.de |
| Deutschland a  | BVMI                    | Jazz (Single- und Longplay)                           | –         | 010.000   | 0.020.000   | –             | 2023            | musikindustrie.de |
| Deutschland a  | BVMI                    | Kinderrepertoire b                                    | –         | 100.000   | 0.200.000   | –             | 2023            | musikindustrie.de |
| Deutschland a  | BVMI                    | Kinderrepertoire Video                                | –         | 025.000   | 0.050.000   | –             | 2023            | musikindustrie.de |
| Deutschland a  | BVMI                    | Comedy                                                | –         | 100.000   | 0.200.000   | –             | 2023            | musikindustrie.de |
| Deutschland a  | BVMI                    | Comedy Video                                          | –         | 025.000   | 0.050.000   | –             | 2023            | musikindustrie.de |
| Ecuador        | SOPROFON                | Alle Formate                                          | –         | 003.000   | 0.006.000   | –             | 2007            | Certification Award Levels 2007 (Memento vom 20. März 2009 im Internet Archive) (PDF)                                                                             |
| Finnland       | Musiikkituottajat       | Alben                                                 | –         | 010.000   | 0.020.000   | –             | 2014            | ifpi.fi |
| Finnland       | Musiikkituottajat       | Singles                                               | –         | 020.000   | 0.040.000   | –             | 2014            | ifpi.fi |
| Finnland       | Musiikkituottajat       | Musikvideos & EPs                                     | –         | 005.000   | 0.010.000   | –             | 2014            | ifpi.fi |
| Frankreich     | SNEP                    | Alben                                                 | –         | 050.000   | 0.100.000   | 00.600.000    | 2018            | snepmusique.com |
| Frankreich     | SNEP                    | Singles                                               | –         | 100.000   | 0.200.000   | 00.333.333    | 2018            | snepmusique.com |
| Frankreich     | SNEP                    | Musikvideos                                           | –         | 007.500   | 0.015.000   | 00.060.000    | 2018            | snepmusique.com |
| Griechenland   | IFPI Griechenland       | Alben (National)                                      | –         | 006.000   | 0.012.000   | –             | 2020            | Einzelbelege, siehe IFPI Griechenland |
| Griechenland   | IFPI Griechenland       | Alben (International)                                 | –         | 003.000   | 0.006.000   | –             | 2020            | Einzelbelege, siehe IFPI Griechenland |
| Griechenland   | IFPI Griechenland       | Singles                                               | –         | 010.000   | 0.020.000   | 00.100.000    | 2020            | Einzelbelege, siehe IFPI Griechenland |
| Griechenland   | IFPI Griechenland       | Musikvideos                                           | –         | 003.000   | 0.006.000   | –             | 2020            | Einzelbelege, siehe IFPI Griechenland |
| Großbritannien | BPI                     | Alben                                                 | 060.000   | 100.000   | 0.300.000   | –             | 2006            | bpi.co.uk |
| Großbritannien | BPI                     | Singles                                               | 200.000   | 400.000   | 0.600.000   | –             | 2006            | bpi.co.uk |
| Großbritannien | BPI                     | Musikvideos                                           | –         | 025.000   | 0.050.000   | –             | 2006            | bpi.co.uk |
| Hongkong       | IFPI/HKRIA              | Alle Formate (National)                               | –         | 015.000   | 0.030.000   | –             | 2008            | ifpihk.org |
| Hongkong       | IFPI/HKRIA              | Alle Formate (International)                          | –         | 007.500   | 0.015.000   | –             | 2008            | ifpihk.org |
| Indien         | IMI                     | Alben (National)                                      | –         | 015.000   | 0.030.000   | –             | 2016            | indianmi.org |
| Indien         | IMI                     | Alben (International)                                 | –         | 012.000   | 0.030.000   | –             | 2016            | indianmi.org |
| Indien         | IMI                     | Singles                                               | –         | 060.000   | 0.120.000   | –             | 2016            | indianmi.org |
| Indonesien     | ASIRI                   | Alben (National)                                      | –         | 035.000   | 0.075.000   | –             | 2012            | Certification Award Levels 2012 (Memento vom 10. August 2012 im Internet Archive) (PDF)                                                                           |
| Indonesien     | ASIRI                   | Alben (International)                                 | –         | 005.000   | 0.010.000   | –             | 2012            | Certification Award Levels 2012 (Memento vom 10. August 2012 im Internet Archive) (PDF)                                                                           |
| Irland         | IRMA                    | Alben & Singles                                       | –         | 007.500   | 0.015.000   | –             | 2007            | Certification Award Levels 2007 (Memento vom 20. März 2009 im Internet Archive) (PDF)                                                                             |
| Irland         | IRMA                    | Musikvideos                                           | –         | 002.000   | 0.004.000   | –             | 2007            | Certification Award Levels 2007 (Memento vom 20. März 2009 im Internet Archive) (PDF)                                                                             |
| Island         | IFPI Island             | Alben                                                 | –         | 002.500   | 0.005.000   | 00.050.000    | 2021            | fhf.is |
| Island         | IFPI Island             | Singles                                               | –         | 007.500   | 0.015.000   | –             | 2021            | fhf.is |
| Israel         | IFPI Israel             | Alle Ausgaben                                         | –         | 010.000   | 0.020.000   | –             | 2012            | Certification Award Levels 2012 (Memento vom 10. August 2012 im Internet Archive) (PDF)                                                                           |
| Italien        | FIMI                    | Alben                                                 | –         | 025.000   | 0.050.000   | 00.500.000    | 2025            | fimi.it |
| Italien        | FIMI                    | Singles                                               | –         | 100.000   | 0.200.000   | 02.000.000    | 2025            | fimi.it |
| Japan          | RIAJ                    | Alle Formate                                          | –         | 100.000   | 0.250.000   | 01.000.000    | 2003            | riaj.or.jp |
| Kanada         | MC                      | Alle Formate                                          | –         | 040.000   | 0.080.000   | 00.800.000    | 2016            | musiccanada.com |
| Kolumbien      | APDIF                   | Alben & Singles (National)                            | –         | 010.000   | 0.020.000   | –             | 2007            | Certification Award Levels 2007 (Memento vom 20. März 2009 im Internet Archive) (PDF)                                                                             |
| Kolumbien      | APDIF                   | Alben & Singles (International)                       | –         | 005.000   | 0.010.000   | –             | 2007            | Certification Award Levels 2007 (Memento vom 20. März 2009 im Internet Archive) (PDF)                                                                             |
| Kolumbien      | APDIF                   | Musikvideos                                           | –         | 005.000   | 0.010.000   | –             | 2007            | Certification Award Levels 2007 (Memento vom 20. März 2009 im Internet Archive) (PDF)                                                                             |
| Kroatien       | HDU                     | Alle Formate                                          | 001.000   | 003.000   | 0.005.000   | 00.010.000    | 2015            | hdu.hr (Memento vom 20. September 2020 im Internet Archive) |
| Lettland       | LaIPA                   | Alben                                                 | –         | 002.000   | 0.004.000   | –             | 2024            | laipa.org |
| Lettland       | LaIPA                   | Singles                                               | –         | 020.000   | 0.040.000   | –             | 2024            | laipa.org |
| Malaysia       | RIM                     | Alben (National)                                      | –         | 005.000   | 0.010.000   | –             | 2013            | Certification Award Levels 2007 (Memento vom 28. März 2014 im Internet Archive) (PDF)                                                                             |
| Malaysia       | RIM                     | Alben (International)                                 | –         | 010.000   | 0.020.000   | –             | 2013            | Certification Award Levels 2007 (Memento vom 28. März 2014 im Internet Archive) (PDF)                                                                             |
| Malaysia       | RIM                     | Singles                                               | –         | 100.000   | 0.200.000   | –             | 2013            | Certification Award Levels 2007 (Memento vom 28. März 2014 im Internet Archive) (PDF)                                                                             |
| Mexiko a       | AMPROFON                | Alle Formate                                          | –         | 070.000   | 0.140.000   | 00.700.000    | 2020            | ¿QUÉ SON LAS CERTIFICACIONES? (PDF) In: amprofon.com.mx. Abgerufen am 25. April 2023 (spanisch). (PDF)                                                            |
| Neuseeland     | RMNZ                    | Alben                                                 | –         | 007.500   | 0.015.000   | –             | 2016            | aotearoamusiccharts.co.nz |
| Neuseeland     | RMNZ                    | Singles                                               | –         | 015.000   | 0.030.000   | –             | 2016            | aotearoamusiccharts.co.nz |
| Neuseeland     | RMNZ                    | Musikvideos                                           | –         | 002.500   | 0.005.000   | –             | 2016            | aotearoamusiccharts.co.nz |
| Niederlande    | NVPI                    | Alben (Pop)                                           | –         | 015.000   | 0.030.000   | 00.090.000    | 2024            | Reglement Goud/Platina 2024 (PDF) |
| Niederlande    | NVPI                    | Alben (Klassik/Jazz/Weltmusik)                        | –         | 007.500   | 0.015.000   | 00.045.000    | 2024            | Reglement Goud/Platina 2024 (PDF) |
| Niederlande    | NVPI                    | Singles                                               | –         | 045.000   | 0.090.000   | 00.200.000    | 2024            | Reglement Goud/Platina 2024 (PDF) |
| Nigeria        | TCSN                    | Alben                                                 | 012.500   | 025.000   | 0.050.000   | –             | 2023            | turntablecharts.com |
| Nigeria        | TCSN                    | Singles                                               | 025.000   | 050.000   | 0.100.000   | –             | 2023            | turntablecharts.com |
| Norwegen       | IFPI Norwegen           | Alben                                                 | –         | 010.000   | 0.020.000   | –             | 2018            | ifpi.no |
| Norwegen       | IFPI Norwegen           | Singles                                               | –         | 030.000   | 0.060.000   | –             | 2018            | ifpi.no |
| Österreich a   | IFPI Austria            | Alben                                                 | –         | 007.500   | 0.015.000   | –             | 2013            | ifpi.at |
| Österreich a   | IFPI Austria            | Singles                                               | –         | 015.000   | 0.030.000   | –             | 2013            | ifpi.at |
| Österreich a   | IFPI Austria            | Musikvideos                                           | –         | 005.000   | 0.010.000   | –             | 2013            | ifpi.at |
| Peru           | UNIMPRO                 | Alle Formate                                          | –         | 003.000   | 0.006.000   | 00.060.000    | 2007            | Einzelbelege, siehe Unión Peruana de Productores Fonográficos |
| Philippinen    | PARI                    | Alben & Musikvideos                                   |           | 007.500   | 0.015.000   | –             | 2012            | Certification Award Levels 2012 (Memento vom 10. August 2012 im Internet Archive) (PDF)                                                                           |
| Philippinen    | PARI                    | Singles                                               |           | 075.000   | 0.150.000   | –             | 2012            | Certification Award Levels 2012 (Memento vom 10. August 2012 im Internet Archive) (PDF)                                                                           |
| Polen          | ZPAV                    | Alben (Pop)                                           | –         | 015.000   | 0.030.000   | 00.150.000    | 2025            | olis.pl |
| Polen          | ZPAV                    | Alben (Klassik, Jazz, Blues)                          | –         | 005.000   | 0.010.000   | 00.050.000    | 2025            | olis.pl |
| Polen          | ZPAV                    | Singles                                               | –         | 062.500   | 0.125.000   | 00.500.000    | 2025            | olis.pl |
| Portugal       | AFP                     | Alben                                                 | –         | 003.500   | 0.007.000   | 00.070.000    | 2024            | audiogest.pt |
| Portugal       | AFP                     | Singles                                               | –         | 005.000   | 0.010.000   | 00.100.000    | 2024            | audiogest.pt |
| Portugal       | AFP                     | Musikvideo                                            | –         | 004.000   | 0.008.000   | –             | 2024            | audiogest.pt |
| Rumänien       | UPFR                    | Alle Formate (Preis über 25 Leu)                      | –         | 002.000   | 0.004.000   | –             | 2006            | telegrafonline.ro |
| Rumänien       | UPFR                    | Alle Formate (Preis unter 25 Leu)                     | –         | 010.000   | 0.020.000   | –             | 2006            | telegrafonline.ro |
| Russland       | NFPF                    | Alben (National)                                      | –         | 025.000   | 0.050.000   | –             | 2012            | Certification Award Levels 2012 (Memento vom 10. August 2012 im Internet Archive) (PDF)                                                                           |
| Russland       | NFPF                    | Alben (International)                                 | –         | 005.000   | 0.010.000   | –             | 2012            | Certification Award Levels 2012 (Memento vom 10. August 2012 im Internet Archive) (PDF)                                                                           |
| Russland       | NFPF                    | Klingeltöne                                           | –         | 100.000   | 0.200.000   | –             | 2012            | Certification Award Levels 2012 (Memento vom 10. August 2012 im Internet Archive) (PDF)                                                                           |
| Russland       | NFPF                    | Musikvideos                                           | –         | 025.000   | 0.050.000   | –             | 2012            | Certification Award Levels 2012 (Memento vom 10. August 2012 im Internet Archive) (PDF)                                                                           |
| Schweden       | IFPI Schweden           | Alben (Pop)                                           | –         | 015.000   | 0.030.000   | –             | 2024            | ifpi.se |
| Schweden       | IFPI Schweden           | Alben (Klassik/Jazz/Kindermusik)                      | –         | 010.000   | 0.020.000   | –             | 2024            | ifpi.se |
| Schweden       | IFPI Schweden           | Singles                                               | –         | 060.000   | 0.120.000   | –             | 2024            | ifpi.se |
| Schweden       | IFPI Schweden           | Musikvideos                                           | –         | 005.000   | 0.010.000   | –             | 2024            | ifpi.se |
| Schweiz a      | IFPI Schweiz            | Alben                                                 | –         | 010.000   | 0.020.000   | –             | 2023            | ifpi.ch (PDF) |
| Schweiz a      | IFPI Schweiz            | Alben (Italienisch-/Französischsprachig)              | –         | 007.500   | 0.015.000   | –             | 2023            | ifpi.ch (PDF) |
| Schweiz a      | IFPI Schweiz            | Singles                                               | –         | 015.000   | 0.030.000   | –             | 2023            | ifpi.ch (PDF) |
| Schweiz a      | IFPI Schweiz            | Musikvideo                                            | –         | 003.000   | 0.006.000   | –             | 2023            | ifpi.ch (PDF) |
| Singapur       | RIAS                    | Alle Formate                                          | –         | 007.500   | 0.015.000   | –             | 2007            | Certification Award Levels 2007 (Memento vom 28. März 2014 im Internet Archive) (PDF)                                                                             |
| Spanien c      | Promusicae              | Alben                                                 | –         | 020.000   | 0.040.000   | –             | 2025            | elportaldemusica.es |
| Spanien c      | Promusicae              | Singles                                               | –         | 050.000   | 0.100.000   | –             | 2025            | elportaldemusica.es |
| Südafrika      | RISA                    | Alben                                                 | –         | 025.000   | 0.050.000   | –             | 2024            | risa.org.za |
| Südafrika      | RISA                    | Singles                                               | –         | 020.000   | 0.040.000   | –             | 2024            | risa.org.za |
| Südkorea       | RIAK                    | Album                                                 | –         | –         | 0.250.000   | 01.000.000    | 2018            | gaonchart.co.kr |
| Südkorea       | RIAK                    | Single                                                | –         | –         | 2.500.000   | 10.000.000    | 2018            | gaonchart.co.kr |
| Südkorea       | RIAK                    | Streaming                                             | –         | –         | 100.000.000 | 1.000.000.000 | 2018            | gaonchart.co.kr |
| Taiwan         | RIT                     | Alben (National)                                      | –         | 015.000   | 0.030.000   | –             | 2009            | rit.org.tw |
| Taiwan         | RIT                     | Alben (International)                                 | –         | 005.000   | 0.010.000   | –             | 2009            | rit.org.tw |
| Taiwan         | RIT                     | Singles                                               | –         | 005.000   | 0.010.000   | –             | 2009            | rit.org.tw |
| Thailand       | TECA                    | Alben                                                 | –         | 005.000   | 0.010.000   | –             | 2012            | Certification Award Levels 2012 (Memento vom 10. August 2012 im Internet Archive) (PDF)                                                                           |
| Thailand       | TECA                    | Singles (National)                                    | –         | 050.000   | 0.100.000   | –             | 2012            | Certification Award Levels 2012 (Memento vom 10. August 2012 im Internet Archive) (PDF)                                                                           |
| Thailand       | TECA                    | Singles (International)                               | –         | 005.000   | 0.010.000   | –             | 2012            | Certification Award Levels 2012 (Memento vom 10. August 2012 im Internet Archive) (PDF)                                                                           |
| Tschechien     | IFPI Tschechien         | Alben (National)                                      | –         | 005.000   | 0.010.000   | –             | 2012            | Certification Award Levels 2012 (Memento vom 10. August 2012 im Internet Archive) (PDF)                                                                           |
| Tschechien     | IFPI Tschechien         | Alben (International)                                 | –         | 002.500   | 0.005.000   | –             | 2012            | Certification Award Levels 2012 (Memento vom 10. August 2012 im Internet Archive) (PDF)                                                                           |
| Tschechien     | IFPI Tschechien         | Singles                                               | –         | 0.00500   | 0.001.000   | –             | 2012            | Certification Award Levels 2012 (Memento vom 10. August 2012 im Internet Archive) (PDF)                                                                           |
| Türkei         | Mü-YAP                  | Alben (National)                                      | –         | 050.000   | 0.100.000   | 00.150.000    | 2012            | Certification Award Levels 2012 (Memento vom 10. August 2012 im Internet Archive) (PDF)                                                                           |
| Türkei         | Mü-YAP                  | Alben (International)                                 | –         | 003.000   | 0.005.000   | 00.010.000    | 2012            | Certification Award Levels 2012 (Memento vom 10. August 2012 im Internet Archive) (PDF)                                                                           |
| Ukraine        | UMA                     | Alben (National)                                      | –         | 025.000   | 0.050.000   | 00.200.000    | 2011            | Certification Award Levels 2011 (Memento vom 26. Juli 2011 im Internet Archive) (PDF)                                                                             |
| Ukraine        | UMA                     | Alben (International)                                 | –         | 050.000   | 0.100.000   | 00.500.000    | 2011            | Certification Award Levels 2011 (Memento vom 26. Juli 2011 im Internet Archive) (PDF)                                                                             |
| Ungarn         | MAHASZ                  | Alben/Singles/Musikvideos (Pop)                       | –         | 002.000   | 0.004.000   | –             | 2018            | slagerlistak.hu |
| Ungarn         | MAHASZ                  | Musikvideos (Klassik/Jazz)                            | –         | 001.000   | 0.002.000   | –             | 2018            | slagerlistak.hu |
| Uruguay        | CUD                     | Alle Formate                                          | –         | 001.500   | 0.003.000   | –             | 2020            | IFPI Global Music Report 2020. (PDF) In: archive.org. Abgerufen am 28. März 2025 (englisch). (PDF)                                                                |
| Venezuela      | AVINPRO                 | Alle Formate                                          | –         | 005.000   | 0.010.000   | –             | 2007            | Certification Award Levels 2007 (Memento vom 28. März 2014 im Internet Archive) (PDF)                                                                             |
| USA            | RIAA                    | Alben & Singles                                       | –         | 500.000   | 1.000.000   | 10.000.000    | 2007            | riaa.com |
| USA            | RIAA                    | Alben & Singles (Spanischsprachig)                    | –         | 030.000   | 0.060.000   | 00.600.000    | 2007            | riaa.com |
| USA            | RIAA                    | Musikvideos                                           | –         | 050.000   | 0.100.000   | –             | 2007            | riaa.com |